# Прошково (Псковська область)
Прошково (рос. Прошково) — присілок в Себезькому районі Псковської області Російської Федерації.
Населення становить 19 осіб. Входить до складу муніципального утворення Себезьке муніципальне утворення.

## Історія
Від 2015 року входить до складу муніципального утворення Себезьке муніципальне утворення.

## Населення
| 2001 | 2002 | 2010 |
| ---- | ---- | ---- |
| 43   | ↘36  | ↘19  |